# شامل السامرائي
شامل حسون السامرائي  طبيب ووزير عراقي أسبق ذو اتجاه قومي، تولى وزارات الوحدة والصحة والداخلية ابان عهد الرئيسين عبد السلام وعبد الرحمن عارف .  

## حياته
ولد في عام 1921 في مدينة سامراء وأكمل الدراسة الابتدائية فيها، ثم انتقل إلى بغداد ودرس فيها المتوسطة والثانوية في ثانوية الكرخ ببغداد
التحق بكلية الطب في الجامعة السورية (جامعة دمشق حاليا). بعد عودته من الدراسة إلى العراق عام 1952 التحق بكلية الضباط الاحتياط ببغداد وتخرج برتبة نقيب. بعد ازاحته عن السلطة وخروجه من السجن عام 1970 غادر إلى إنجلترا لإكمال دراسته العليا في الطب وعاد منها بعد أن أنهاها إلى بغداد.

### عمله الحكومي
بعد أن أنهى دراسته العسكرية عمل طبيبا في مستشفى الرشيد العسكري. وبعد أن أنهى خدمة الاحتياط وتسريحه من الجيش عمل طبيبا في مستشفى الكاظمية. تم نقله إلى دار المعلمين العالية محاضرا لمادة الصحة العامة في قسم علوم الحياة في الدار المذكورة (كلية التربية حاليا). استمر في عمله في دار المعلمين العالية حتى عام 1956، عندما قدم استقالته.

### نشاطه السياسي
بسبب ميوله القومية تطوع في كتائب الشباب عام 1941 واعتقلته الأجهزة الأمنية بسبب مشاركته في التظاهرات المؤيدة لحركات أيار 1941 والتي تسمى بثورة رشيد عالي الكيلاني وأحيل إلى المحكمة العسكرية في 9 سبتمبر 1941، وتوكل للدفاع عنه المحامي جمال بابان وحكمت المحكمة عليه بالسجن وبعد ثلاث سنين ونصف خرج من سجن العمارة بعد أن أطلق سراحه، وقد كان معه في السجن عدد من الناشطين مثل محمد صديق شنشل وفائق السامرائي وخليل كنة وخير الله طلفاح وسوادي الحسون.
بعد إطلاق سراحه مع بقية السجناء، غادر العراق إلى سوريا لدراسة الطب في جامعتها
خلال وجوده في دمشق للدراسة، مارس النشاط السياسي مع القوى القومية من دون الارتباط بأي منها، فكان من أصدقائه كل من ميشيل عفلق وصلاح الدين البيطار والشيخ مصطفى السباعي ويوسف زعين ونور الدين الأتاسي وكان معه من العراقيين الدكتور عزت مصطفى وعبد الخالق الخضيري وفاضل القدسي.
تطوع للقتال مرتين للقتال في فلسطين المرة الأولى مع الدكتور عزت مصطفى وطبيب الأسنان الدكتور فاضل القدسي ومهدي قاسم الحكاك حيث ذهبوا إلى نابلس ومنها إلى منطقة طوباس. في المرة الثانية كانت مجموعة المتطوعين تضم كلا من ميشيل عفلق وصلاح الدين البيطار وأكرم الحوراني وقاتل معهما على أسوار القدس دفاعا عنها، وجاء الدكتور عبد اللطيف البدري الذي جاء متطوعا من لندن حيث كان يدرس هناك للحصول على شهادة (F R C S) للمشاركة في القتال في فلسطين أيضا وبقي ومعه الدكتور عبد اللطيف البدري في مستشفى الهلال الأحمر في نابلس وكان يتم إسعاف جرحى المعارك.
بعد أن أنهى دراسته الجامعية في الطب وقرر العودة إلى العراق طلب منه ميشيل عفلق إنشاء تنظيم لحزب البعث وتولي مسؤوليته، وأبلغه عفلق في اجتماع مع قيادة الحزب في سوريا بأن الحزب اختاره لهذه المسؤولية، ولكنه اعتذر.
وبعد الحاح عفلق عليه طلب حرية تنظيم العراق اتخاذ القرار على وفق ما تفرضه تطورات الأحداث في الساحة العراقية من دون الرجوع إلى القيادة في دمشق، فوافق كل من ميشيل عفلق وصلاح الدين البيطار، ولكن أكرم الحوراني أصر على التشاور مع القيادة في دمشق قبل الإقدام على أية خطوة، لهذا أصر على اعتذاره.
عند وقوع حرب السويس عام 1956 بعث برقية تأييد للرئيس جمال عبد الناصر أكد هو وعدد من السياسيين العراقيين وعلى رأسهم عبد الرحمن البزاز الذي كان حينذاك عميدا لكلية الحقوق في بغداد وقوفهم ضد العدوان وشجبهم لمن يقف معه، وبعد معرفة الحكومة بالبرقية من خلال الرقابة المفروضة على البريد، بدأت حملة مضايقات ضد الموقعين على البرقية، فقدم بعضهم الاستقالة من الوظيفة الحكومية وكان من بين الذين استقالوا الدكتور شامل السامرائي
وبعد قيام ثورة 14 تموز 1958 وقيام النظام الجمهوري ظن أن الفرصة باتت مواتية لتحقيق كثير من الطموحات القومية التي يؤمن بها وخاصة الوحدة بين العراق والجمهورية العربية المتحدة، ولكن الأحداث سارت باتجاه آخر مما ألب الحركات القومية ضد حكم الزعيم عبد الكريم قاسم الذي كان قد تحالف مع الحركة الشيوعية واعتمد عليها في مطاردة الجماعات القومية مما أدى إلى حصول ردات فعل قوية على ما عده القوميون انحراف عبد الكريم قاسم عن أهداف ثورة 14 تموز،
فوقعت حركة العقيد عبد الوهاب الشواف يوم 8 مارس 1959 ضد حكومة قاسم، وتفرد الشيوعيين في سلطة الأمر الواقع في الشارع العراقي، فتم اعتقال الدكتور شامل مع الآلاف من العراقيين ومكث في المعتقلات والنفي الإجباري إلى مدن شمال العراق لعدة شهور واستمر في مواجهة نظام عبد الكريم قاسم من دون الانتماء إلى أي حزب أو حركة سياسية
حصل التغيير الذي استهدف حكم الزعيم عبد الكريم قاسم في 8/2/1963 ومجيء حزب البعث إلى السلطة وأصبح عبد السلام عارف رئيسا للجمهورية اختط العراق نهجا سياسيا جديدا فيه توجهات قومية، وشاركه الدكتور شامل توجهاته وعمل معه وزيرا.

### عمله وزيرا
بعد حركة 18 تشرين الثاني عام 1963 أصبح الدكتور شامل وزيرا للوحدة. شارك في مؤتمر القمة العربي الذي عقد في القاهرة في يناير 1964 ضمن الوفد العراقي الذي رأسه الرئيس عارف. تم خلال المؤتمر تشكيل لجنة للوساطة بين مصر والمملكة العربية السعودية لحل مشكلة اليمن والتي أدت إلى نشوب حرب بعد انقلاب الرئيس اليمني عبد الله السلال، فأرسلت مصر آلاف الجنود إلى اليمن دفاعا عن النظام الجمهوري، وردت السعودية بالوقوف إلى جانب الإمام محمد البدر ملك اليمن،
تألفت اللجنة من الرئيس عبد السلام عارف والرئيس أحمد بن بلة على أن يختار كل منهما ممثلا له في اللجنة، فاختار الرئيس عارف الدكتور شامل السامرائي على حين اختار الرئيس الجزائري، السيد توفيق المدني. بعد جولات مكوكية بين العواصم المعنية بالأزمة قامت بها اللجنة تم كخطوة أولى وقف الحملات الإعلامية بين مصر والسعودية، ونجحت في تقريب وجهات النظر حتى تم عقد لقاء بين الجانبين على مستوى أعلى حينما زارت اللجنة الرياض للمرة الثانية وكان دليل نجاح الوساطة أن المشير عبد الحكيم عامر وأنور السادات ضمن الوفد الذي التقى ولي العهد السعودي حينذاك الأمير فيصل ( الملك لاحقا).
في أول تعديل وزاري حصل في عام 1964 أصبح الدكتور شامل السامرائي وزيرا للصحة خلفا للدكتور عزت مصطفى وخرج مع من الوزارة بعد استقالة حكومة طاهر يحيى عام 1965 وخلفه عبد الرحمن البزاز في تأليف وزارته الأولى.
بعد حرب 1967 أعيد تشكيل الحكومة العراقية برئاسة الرئيس عبد الرحمن عارف، وأصبح طاهر يحيى نائبا لرئيس الوزراء، واستوزر الدكتور السامرائي وزيرا للداخلية في تلك الحكومة وفي حكومة طاهر يحيى التي خلفتها

## أيامه خارج الوزارة

### سجنه واعتقاله
في يوم 17 تموز 1968 اعتقل مع عدد من رموز النظام السابق وخضع للتعذيب في قصر النهاية في فضيحة التعذيب التي مارستها السلطة الجديدة مع خصومها السياسيين من كافة الاتجاهات، واستمر مسجونا إلى ان إطلاق سراحه في ربيع 1970 .

### طبيب اختصاص
غادر إلى إنجلترا لإكمال دراسته وعاد بعدها إلى العراق وظل يمارس مهنة الطب في عيادته الخاصة. في 10 يوليو 2006 غادر العراق إلى عمان عاصمة المملكة الأردنية الهاشمية نتيجة لانهيار المنظومة الأمنية ونشوب الحرب الأهلية واستهداف العراقيين على الهوية لاسيما الأطباء وأساتذة الجامعة بعد الاحتلال الأمريكي، وأقام فيها حتى وفاته.

## حياته الخاصة
للدكتور شامل حسون السامرائي عدد من الأشقاء منهم:
- الدكتور أحمد حسون السامرائي أستاذ الجغرافية في جامعة بغداد كلية ابن رشد والعميد السابق لكلية الآداب في جامعة العين في دولة الإمارات العربية المتحدة.

- المحامي عبد الرحمن حسون السامرائي مدير البنك المركزي العراقي الأسبق قبل انقلاب 17 يوليو الذي جاء بحزب البعث إلى السلطة.

كما انه عم الدكتور نزار السامرائي المحلل السياسي المعروف.

## وفاته
توفي في يوم 16 أغسطس 2014 في عمان ودفن في مقبرة سحاب في الأردن واقيمت له مجالس عزاء في العراق والأردن.